# Mateusz Lis
Mateusz Lis (Żary, Polonia, 27 de febrero de 1997) es un futbolista polaco. Juega de guardameta y su equipo es el Göztepe S. K. de la Superliga de Turquía.

## Trayectoria
Comenzó su carrera en el Lech Poznań, promovido al primer equipo en la temporada 2015-16.
El 17 de junio de 2022 firmó por cinco años con el Southampton F. C. de Inglaterra. Los dos primeros fue cedido al E. S. Troyes A. C. y al Göztepe S. K., continuando en este último tras ser traspasado en agosto de 2024.

## Selección nacional
Lis fue internacional en categorías inferiores por Polonia.

## Estadísticas
Actualizado al último partido disputado al 30 de mayo de 2025.
| Club                                                                        | Div.          | Temporada     | Liga  | Liga  | Copas nacionales(1) | Copas nacionales(1) | Total | Total |
| Club                                                                        | Div.          | Temporada     | Part. | Goles | Part.               | Goles               | Part. | Goles |
| --------------------------------------------------------------------------- | ------------- | ------------- | ----- | ----- | ------------------- | ------------------- | ----- | ----- |
| Miedź Legnica · Polonia                                                     | 2.ª           | 2015-16       | 5     | 0     | 1                   | 0                   | 6     | 0     |
| Miedź Legnica · Polonia                                                     | Total club    | Total club    | 5     | 0     | 1                   | 0                   | 6     | 0     |
| Podbeskidzie Bielsko-Biała · Polonia                                        | 2.ª           | 2016-17       | 3     | 0     | 1                   | 0                   | 4     | 0     |
| Podbeskidzie Bielsko-Biała · Polonia                                        | Total club    | Total club    | 3     | 0     | 1                   | 0                   | 4     | 0     |
| Raków Częstochowa · Polonia                                                 | 3.ª           | 2016-17       | 13    | 0     | —                   | —                   | 13    | 0     |
| Raków Częstochowa · Polonia                                                 | 2.ª           | 2017-18       | 18    | 0     | 1                   | 0                   | 19    | 0     |
| Raków Częstochowa · Polonia                                                 | Total club    | Total club    | 31    | 0     | 1                   | 0                   | 32    | 0     |
| Wisła Cracovia · Polonia                                                    | 1.ª           | 2018-19       | 35    | 0     | 0                   | 0                   | 35    | 0     |
| Wisła Cracovia · Polonia                                                    | 1.ª           | 2019-20       | 6     | 0     | 1                   | 0                   | 7     | 0     |
| Wisła Cracovia · Polonia                                                    | 1.ª           | 2020-21       | 27    | 0     | 0                   | 0                   | 27    | 0     |
| Wisła Cracovia · Polonia                                                    | 1.ª           | 2021-22       | 1     | 0     | ―                   | ―                   | 1     | 0     |
| Wisła Cracovia · Polonia                                                    | Total club    | Total club    | 69    | 0     | 1                   | 0                   | 70    | 0     |
| Altay S. K. Turquía                                                         | 1.ª           | 2021-22       | 35    | 0     | 0                   | 0                   | 35    | 0     |
| Altay S. K. Turquía                                                         | Total club    | Total club    | 35    | 0     | 0                   | 0                   | 35    | 0     |
| E. S. Troyes A. C. Francia                                                  | 1.ª           | 2022-23       | 9     | 0     | 1                   | 0                   | 10    | 0     |
| E. S. Troyes A. C. Francia                                                  | Total club    | Total club    | 9     | 0     | 1                   | 0                   | 10    | 0     |
| Göztepe S. K. Turquía                                                       | 2.ª           | 2023-24       | 31    | 0     | 0                   | 0                   | 31    | 0     |
| Göztepe S. K. Turquía                                                       | 1.ª           | 2024-25       | 32    | 0     | 1                   | 0                   | 33    | 0     |
| Göztepe S. K. Turquía                                                       | Total club    | Total club    | 63    | 0     | 1                   | 0                   | 64    | 0     |
| Total carrera                                                               | Total carrera | Total carrera | 215   | 0     | 6                   | 0                   | 221   | 0     |
| (1) Incluye datos de la Copa de Polonia, Copa de Francia y Copa de Turquía. |               |               |       |       |                     |                     |       |       |